# Сошиці (Лодзинське воєводство)
Сошиці (пол. Soszyce) — село в Польщі, у гміні Рава-Мазовецька Равського повіту Лодзинського воєводства.
Населення — 101 особа (2011).
У 1975-1998 роках село належало до Скерневицького воєводства.

## Демографія
Демографічна структура станом на 31 березня 2011 року:
|          | Загалом | Допрацездатний вік | Працездатний вік | Постпрацездатний вік |
| -------- | ------- | ------------------ | ---------------- | -------------------- |
| Чоловіки | 55      | 7                  | 42               | 6                    |
| Жінки    | 46      | 6                  | 29               | 11                   |
| Разом    | 101     | 13                 | 71               | 17                   |